# Аладова, Нинель Ивановна
Нинель Ивановна Аладова (бел. Нінэль Іванаўна Аладава, 12 июня 1934, Минск — 18 сентября 2021) — белорусский архитектор, специалист по интерьеру и мебели, теоретик и педагог. Кандидат архитектуры (тема: «Принципы комплексного решения интерьера торгового зала непродовольственных магазинов: на примере БССР», 1972). Заслуженный мебельщик Беларуси (2008). Действительный член Белорусской архитектурной академии (2004), действительный член Белорусской ассоциации архитекторов и инженеров-строителей (2000).

## Биография
В 1958 году окончила Белорусский политехнический институт. В 1958—1959 годах работала архитектором в институте Белгипросельстрой, в 1959—1969 годах работала в институте «Белгоспроект» (архитектор, старший архитектор, руководитель группы института), где выполнила ряд значимых проектов строительства в Минске и Минской области. С 1969 года член Белорусского союза архитекторов. Аспирант Института строительства и архитектуры Госстроя БССР (1969—1972).
С 1971 или 1972 года преподавала на кафедре «Интерьер и обстановка» Белорусской государственной академии искусств (старший преподаватель, доцент (1978), заведующая кафедрой, профессор).
Среди её учеников — заведующий кафедрой «Интерьер и обстановка» Михаил Шиков, доценты Роберт Матвеевич Климин и Олег Васильевич Кривенок, заслуженный работник промышленности Беларуси Макаревич, художник Валерий Павлович Чайка, протоиерей Фёдор Повный (настоятель Минского Дома милосердия) и Дмитрий Башко (США).
Умерла 18 сентября 2021 года.

## Творчество
Автор ряда реализованных проектов, в том числе здание НИИ защиты растений в агрогородке Прилуки Минского района (1960, в составе авторского коллектива), расширение главного корпуса Национальной академии наук (1965), Центральной детской спортивной школы (1968) в Минске, главного корпуса санаторий «Крыница» в городе Ждановичи, Минского района (1966), интерьеры библиотеки имени Ленина (1965), интерьеры ДК МТЗ (1985).
Автор публикаций по архитектуре, в том числе книги «Рекомендации по организации интерьеров торговых залов» (Минск, 1971).

## Награды
Победитель 4-го Национального фестиваля архитектуры (2005). Диплом Всемирной триеннале в Софии (2000). Награждена грамотой Совета Министров Республики Беларусь (2004), дипломами министерств, общественных организаций и Белорусской государственной академии музыки.

## Семья
Была замужем за архитектором Вальменом Николаевичем Аладовым, имела двух сыновей — Вадима (1965 г.р.) и Андрея (25 декабря 1958 г.р.). Вадим — художник, работающий в Германии, Андрей — физик, работает старшим научным сотрудником Научно-технологического центра микроэлектроники и субмикронных гетероструктур РАН.